# Hamlet Mkhitaryan
Hamlet Vladimiri Mkhitaryan - em armênio, Համլետ Վլադիմիրի Մխիթարյան (Erevan, 24 de novembro de 1973) é um ex-futebolista e treinador de futebol armênio que jogava como meia-atacante. É irmão de Henrikh Mkhitaryan, e seu pai, também chamado Hamlet (falecido em 1996), também defendeu a Seleção Armênia em 2 partidas, ambas em 1994.

## Carreira
Revelado pelo Kotayk em 1990, atuou boa parte de sua carreira em seu país, vestindo as camisas de Ararat Erevan, Pyunik e Banants, no Cazaquistão (Vostok), em Israel (Maccabi Herzliya), na Bielorrússia (MTZ-Ripo) e no Líbano (Homenmen Beirut e Tadamon Sour). Porém, foi no futebol iraniano que ele atuou por mais tempo, com destaque para Rah Ahan e Damash Gilan, jogando também por Parseh Tehran e Gahar Zagros, onde encerrou a carreira em 2013. Desde 2016, treina o Parseh Tehran.
Esteve próximo de assinar com o Hearts em 2005, porém não conseguiu um visto de trabalho para jogar no clube escocês.

## Seleção Armênia
Por 14 anos, Hamlet Mkhitaryan defendeu a Seleção Armênia, pela qual estreou num amistoso contra a Estados Unidos em maio de 1994 e fez 2 gols. Encerrou a carreira internacional em 2008.

## Títulos
Ararat Yerevan
- Copa da Armênia: 2 (1994 e 1995)

Pyunik
- Campeonato Armênio: 1 (1996–97)

MTZ-Ripo
- Copa da Bielorrússia: 1 (2005)

Damash Gilan
- Azadegan League: 1 (2010–11)